# Waveney (rzeka)
Waveney (ang. River Waveney) – rzeka we wschodniej Anglii, w hrabstwach Norfolk i Suffolk, niemal na całej swej długości wyznaczająca granicę między nimi. Długość rzeki wynosi 80 km, a powierzchnia jej dorzecza 666 km².
Źródło rzeki znajduje się w pobliżu wsi Redgrave. Tuż obok znajduje się źródło płynącej w przeciwnym kierunku rzeki Little Ouse. Waveney płynie w kierunku północno-wschodnim, przepływa przez miasta Diss, Bungay i Beccles. Uchodzi do rzeki Yare, w pobliżu wsi Burgh Castle. Dolny bieg rzek znajduje się w granicach obszaru chronionej przyrody The Broads.